# Château des ducs de Lorraine
Pour les articles homonymes, voir Palais des Ducs de Lorraine.
Le château des ducs de Lorraine est situé rue du Château à Sierck-les-Bains en Moselle dans le Pays des trois frontières.

## Localisation
Ce château fort installé sur un promontoire rocheux et dominant les méandres de la Moselle à la croisée des frontières allemande, luxembourgeoise et française.

## Histoire
Citadelle aux portes du Royaume de France (XVIIe – XIXe siècles), une des résidences favorites des ducs de Lorraine (XIe – XVIIe siècles), il fut détruit et remanié de nombreuses fois. 
Il fait l’objet d’un classement au titre des monuments historiques depuis février 1930.

## Description
Le château des ducs de Lorraine est l'un des seuls forts du XIe siècle de l'est de la France, dont les murs d'enceinte, les casemates, les tours massives à meurtrières sont encore dans un état très imposant. Le château des ducs de Lorraine est membre du réseau des Grands Sites de Moselle.

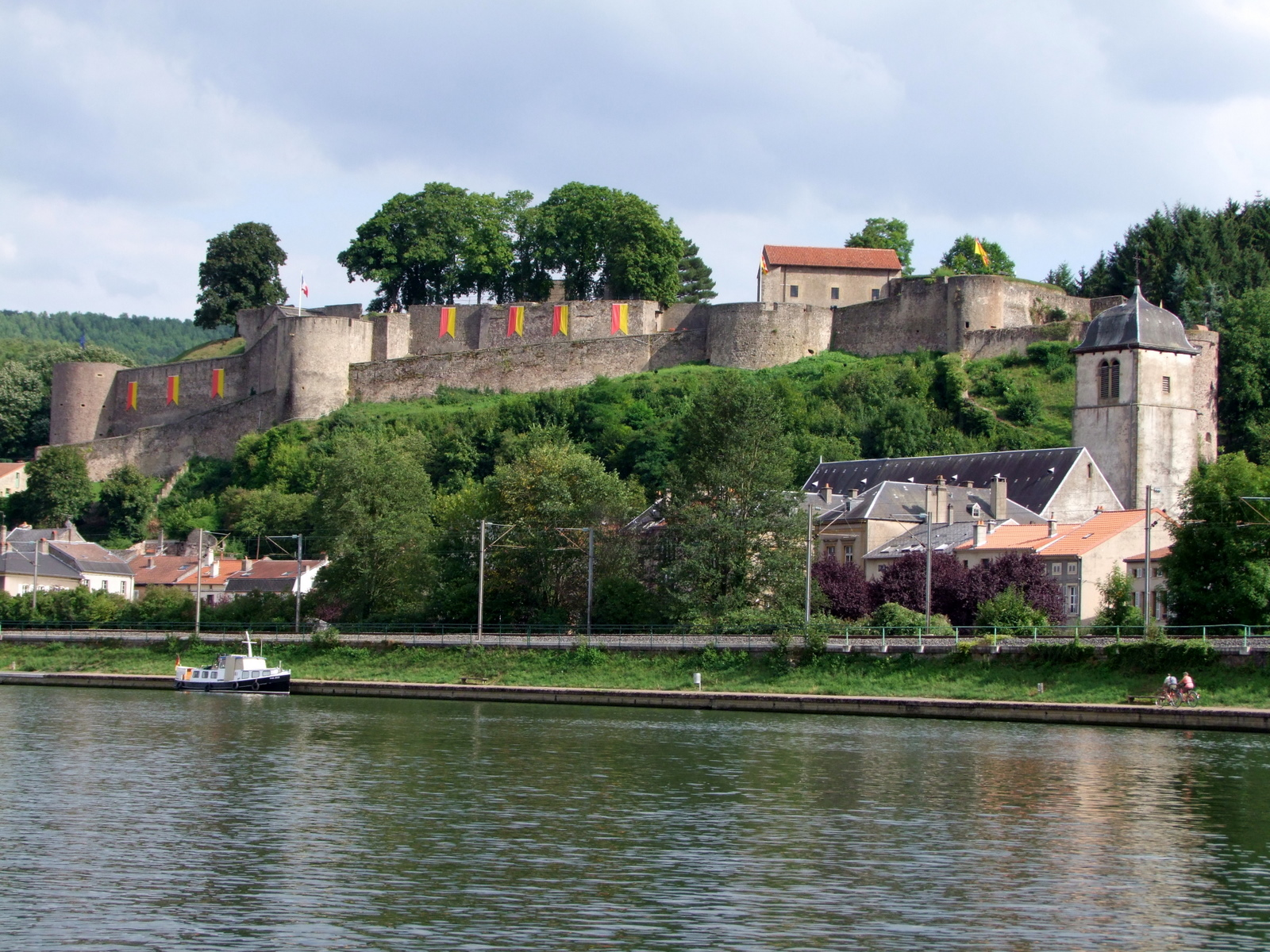
Les remparts, en 2010
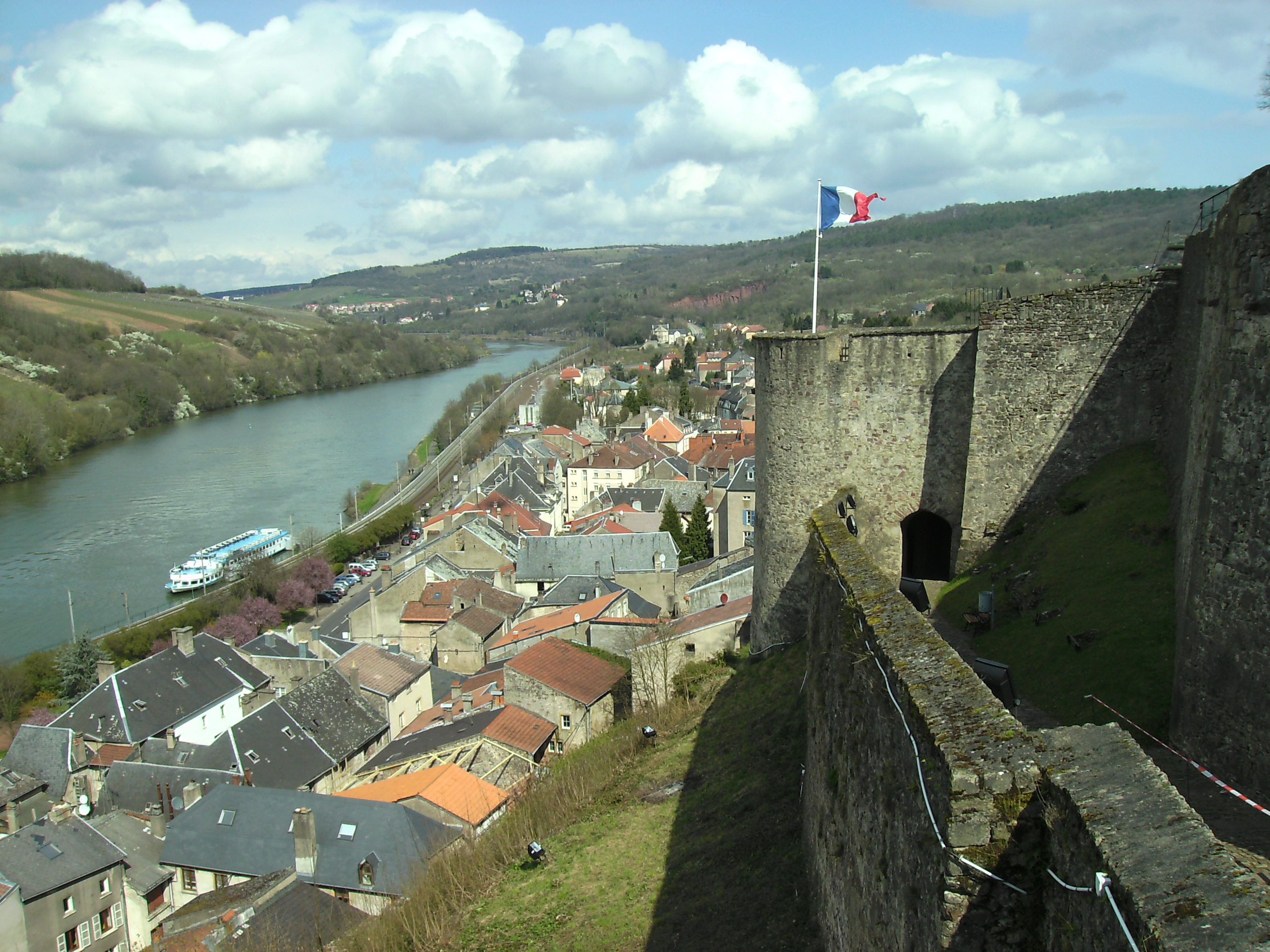
vue intérieure des remparts, 2008
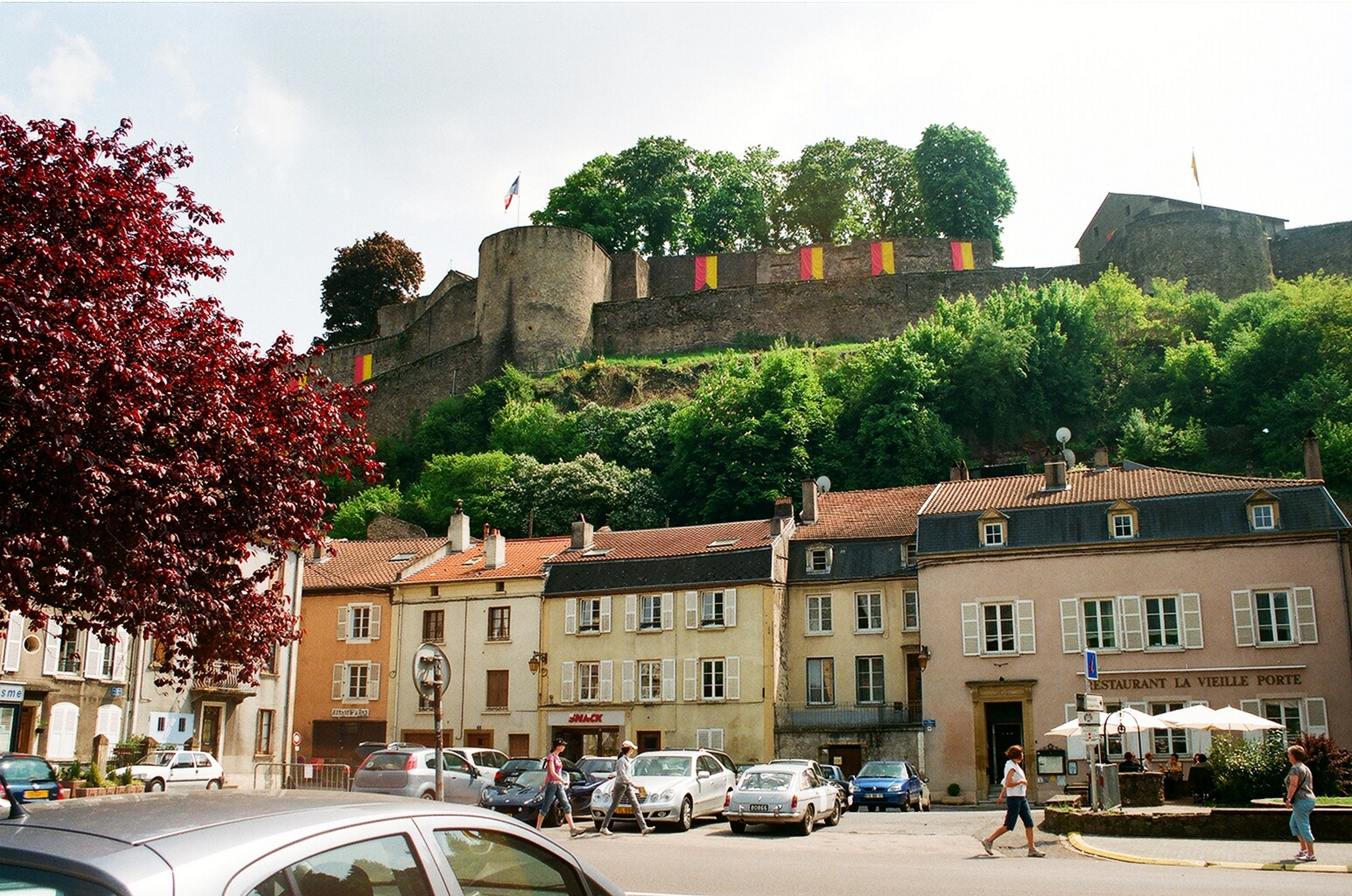
vue de la vieille ville, 2009

## Mobilier
Le château présente une collection d'armes du XVe et du XVIe siècle dans son arsenal.